# بوثوس تشامبينزيس
بوثوس تشامبينزيس  (الاسم العلمي: Buthus chambiensis) هو نوع من العقارب من فصيلة بوثيداي.

## منطقة التواجد
هذا النوع متوطن في تونس، ويتواجد أساسا في ولاية القصرين.

## الوصف
يبلغ طول هذا النوع من العقارب بين 60 و70 مم.

## المنشور الأصلي
- كوفاريك (2006): Review of Tunisian species of the genus Buthus with descriptions of two new species and a discussion of Ehrenberg’s types (Scorpiones: Buthidae). مجلة Euscorpius, العدد 34, الصفحات 1-16 (النص الكامل).

## روابط خارجية
- مصدر على تصنيف Hallan نسخة محفوظة 19 أغسطس 2017 على موقع واي باك مشين..